# SuZy (cantant)
Suzy Akmen Rogovin, de nom artístic SuZy (Istambul, Turquia, 1961), és una cantant turco-israeliana que canta en judeocastellà.
Nascuda en una família jueva sefardita d'Istambul, Suzy Rogovin feu la seva aliyà (emigració a Israel) el 1979. Estudià l'ensenyament secundari a Tel-Aviv, i es llicencià en Filologia anglesa i francesa a la Universitat de Tel-Aviv. Va treballar durant sis anys com a decoradora d'interiors, fins que el 1998, després de la mort de la seva tia i de la seva àvia, es decidí a gravar en un disc les cançons sefardites tradicionals que havia sentit tota la seva vida, i així descobrí la seva nova vocació.

## Discografia
- Herencia (1998).
- Estos y munchos (2001).
- Aromas & Memories (2005), on recita poemes de Margalit Matitiahu.